# Isten vele, tanár úr! (film, 1939)
Az Isten vele, tanár úr! (eredeti cím: Goodbye, Mr. Chips) 1939-ben bemutatott brit romantikus filmdráma, James Hilton nagysikerű regényének filmadaptációja. Rendezte Sam Wood, a főszerepet Robert Donat és Greer Garson játszotta. A produkciót hét kategóriában jelölték Oscar-díjra, ebből egyet megnyert a legjobb férfi főszereplő kategóriában.
Szerepelt az 1939-es cannes-i filmfesztivál versenyfilmjei között is, és esélyes volt a Nemzetközi Filmfesztivál Nagydíjára (ma Arany Pálma).

## Cselekmény
|  | Alább a cselekmény részletei következnek! |

Charles Chipping (Robert Donat) mint új latintanár, érkezik a Brookfield Állami Fiúiskolába. Hamar megtanulja, hogy tekintélyt parancsolónak kell lennie, ha bírni akar a nebulókkal. Ahogy az évek telnek, Chippingben egyre erősödik a vágy, hogy tanulói ne csak tiszteljék, de szeressék is, azonban nem képes levetnie szigorú álarcát. Ráadásul az igazgatói szék sem hozzá kerül, amiért Chipping szintén őszintén áhítozik. Egy évben meghívást kap a némettanártól, Max Staefeltől (Paul Henreid), akivel szoros barátságot is köt, hogy menjen vele kirándulni Ausztria havas hegycsúcsaira. Chipping elfogadja a meghívást, és megismerkedik Ausztriában azzal a nővel, aki hatalmas változást hoz az életébe. A fiatal, brit hölgy Katherine (Greer Garson), akit elbűvöl Chipping személyisége, és a férfi is vonzódik a nő iránt, mégis úgy érzi, hogy ők ketten túlságosan különböznek, és a korkülönbséget is soknak tartja. Bécsben találkoznak ismét, keringőznek egyet, és ahogy egyre jobban megszeretik egymást, Chipping döntésre jut, és megkéri Katherine kezét.
Felesége bájos természete ösztönzőleg hat Chipping személyiségére, és a férfi végre képes egyszerre kedvesen, de fegyelmet követelően oktatni. A gyerekek és a tanárok is mind megszeretik, és Chipsnek szólítják, amit Katherine adott a férjének becenév gyanánt. Chipping házassága azonban rövidre sikerül, mikor Katherine belehal gyermeke születésébe. Gyásza felett sem szűnik meg eltökéltsége a tanítás irányában. Elballagott diákjainak gyermekeit, unokáit neveli fel, és továbbra is tartja a kapcsolatot mindenkivel, akit tanított. Mikor az iskola új igazgatót kap, akinek szándéka, hogy modernizálja az intézményt, el akarja küldeni Chipset, mondván, hogy nagyon ódivatú ember az iskola szelleméhez. A gyerekek és a szülők azonban nem engedik elküldeni a férfit.
Chipping nyugdíjba megy, mikor kitör az első világháború, ezért visszahívják, hogy legyen az iskola igazgatója. Minden vasárnap hangosan felolvassa az elesett diákjainak és Brookfield tanárainak nevét az újságból. Barátjával, Staefellel sem tesz kivételt, annak ellenére, hogy a német oldalon harcolt. A háború véget értével Chips végleg nyugdíjba vonul, és visszaemlékezik életére. Halálos ágyán hallja barátai beszélgetését, és erre reagál, hogy nem igaz, hogy nem volt soha gyereke. Több ezer gyermeke volt, és mind egytől egyig fiú! Chips álomba merül, és egy diákját látja felé inteni, amint elköszön tőle: Isten vele, tanár úr! (Goodbye, Mr. Chips)

## Szereplők
| Színész          | Szerep                            |
| ---------------- | --------------------------------- |
| Robert Donat     | Mr. Chipping                      |
| Greer Garson     | Katherine                         |
| Terry Kilburn    | John Colley Peter Colley (gyerek) |
| John Mills       | Peter Colley (felnőtt)            |
| Paul Henreid     | Staefel                           |
| Lyn Harding      | Wetherby                          |
| Judith Furse     | Flora                             |
| Scott Sutherland | Sir John Colley                   |

## Kritika
A film kedvező fogadtatásra lelt a kritika körében. Bekerült az 1939-es cannes-i filmfesztivál versenyfilmjei közé, és hét kategóriában jelölték Oscar-díjra, amelyből egyet megnyert a legjobb férfi főszereplő kategóriában. Robert Donat olyan neves színészeket körözött le, mint Clark Gable (jelölve az évben az Elfújta a széllel), James Stewart (jelölve a Becsületből elégtelennel), Laurence Olivier (jelölve az Üvöltő szelekkel) és Mickey Rooney (Babes in Arms).
A Rotten Tomatoes 81%-os minősítést adott tizenhat értékelés alapján. Tim Brayton szerint „Donat a karrierje csúcsán olyan érzés, mintha csak ma lett volna a film premierje.” Egy másik értékelés nemcsak Donatot, de Greer Garsont is dicséri. „Nem olyan nehezen emészthető film, mint hinnénk. Donat nagyon megnyerően játszik, Garson pedig ragyog benne, mint a villanykörte.”

## Adaptációk
James Hilton könyve gyorsan fogyó áru lett, így nem volt meglepő, hogy forgatókönyvet írtak hozzá. Az író Chipping alakját saját tanáráról, W. H. Balgarnie-ról mintázta, aki Cambridge-ben tanított ötven éven át. A Lyn Harding által megformált igazgató, Wetherby (teljes nevén John Hamilton Wetherby) valóban a Brookfield iskola igazgatója volt 1860-tól haláláig (1888).
1939-ben a Lux Radio Theatre rádiós műsorrá adaptálta a produkciót. Mr. Chips szerepéhez Laurence Olivier kölcsönözte a hangját. 1941-ben a Screen Guild Theatre harmincperces programmá dolgozta át az alkotást, amelyben Greer Garson ismételhette meg filmbéli alakítását.
1969-ben a filmből azonos eredeti angol nyelvű címmel musical-film készült, a főszerepet Peter O’Toole, Petula Clark és Michael Redgrave játszotta. Magyarországon Viszlát, Mr. Chips! címen mutatták be.

## Díjak és jelölések
| Év   | Díj                                  | Kategória                                                                       | Eredmény      |
| ---- | ------------------------------------ | ------------------------------------------------------------------------------- | ------------- |
| 1939 | New York-i Filmkritikusok Egyesülete | Legjobb színész – Robert Donat                                                  | Harmadik hely |
| 1939 | National Board of Review, USA        | NBR Award – a legjobb tíz film egyike                                           | Elnyerte      |
| 1939 | 1939-es cannes-i filmfesztivál       | A Nemzetközi Filmfesztivál Nagydíja – Sam Wood                                  | Jelölve       |
| 1940 | Oscar-díj                            | Legjobb férfi főszereplő – Robert Donat                                         | Elnyerte      |
| 1940 | Oscar-díj                            | Legjobb film                                                                    | Jelölve       |
| 1940 | Oscar-díj                            | Legjobb női főszereplő – Greer Garson                                           | Jelölve       |
| 1940 | Oscar-díj                            | Legjobb rendező – Sam Wood                                                      | Jelölve       |
| 1940 | Oscar-díj                            | Legjobb adaptált forgatókönyv – Eric Maschwitz, R. C. Sherriff és Claudine West | Jelölve       |
| 1940 | Oscar-díj                            | Legjobb hangkeverés – A. W. Atkins                                              | Jelölve       |
| 1940 | Oscar-díj                            | Legjobb vágás – Warren Low                                                      | Jelölve       |